# F-106 (航空機)
F-106 デルタダート
F-106A（手前）、F-106B（奥）
- 用途：戦闘機
- 分類：要撃機
- 製造者：コンベア[1]
- 運用者

  -  アメリカ合衆国
    - アメリカ空軍[1]
    - アメリカ空軍州兵[1]
    - NASA
- 初飛行：1956年12月26日[2]
- 生産数：340機
- 運用開始：1959年6月[1]
- 退役：1998年
  - 1988年8月（アメリカ空軍州兵）[1]
  - 1998年（NASA）
- 運用状況：退役
- ユニットコスト：4,700,000 USドル (F-101B)

F-106は、アメリカ合衆国のジェネラル・ダイナミクスのコンベア部門がF-102の性能向上型として開発した戦闘機。公式な愛称はデルタダート(Delta Dart)。初飛行は1956年。アメリカ空軍ADC（防空軍団）で要撃機として使用された。
俗にセンチュリーシリーズと称される戦闘機のうちの1機種である。

## 開発経緯
第二次世界大戦の終結直後から始まった東西冷戦下で、アメリカ合衆国本土をソビエト連邦の爆撃機の編隊から防衛するための新時代の防空システムを実現するべく、アメリカ空軍は高度に自動化された自動防空戦闘機の開発に着手した。まず電子機器メーカー18社に対して戦闘機用の電子管制システム (ECS) の開発提案を提示し、提出された提案書の中からヒューズ・エアクラフトのMX1179システムを選定した。これと並行して、航空機メーカー19社に対して地上自動防空管制システムに組み込まれて運用される迎撃機の開発要求を提示、6社から9通りの開発提案が寄せられ、1950年10月にコンベアのYF-102案が採用された。
YF-102は最初から量産機を生産する「クック・クレイギー計画」に基づいてF-102 デルタダガーとして制式化されるが、開発段階でトラブルが発生して計画が大幅に遅れ、所期の要求性能が得られないことも判明したため、アメリカ空軍は目標とする完全自動防空戦闘機開発に目処がつくまでの繋ぎとしてF-102Aを生産することにし、その上でF-102Aをベースに改良発展させたF-102Bを開発しようと考えた。このF-102Bは最初からMX1179システムを採用することが決定しており、要求性能もF-102Aとは異なったため、1956年6月にF-106Aと改称された。新たな要求性能は最大速度マッハ2以上、上昇限度21,300m以上、戦闘行動半径700km以上という厳しいものだった。
F-106A量産初号機は1956年12月初めにコンベアのサンディエゴ工場でロールアウトし、同年12月26日にエドワーズ空軍基地で初飛行した。量産2号機も1957年2月26日にサンディエゴのリンドバーグ飛行場で初飛行し、この2機による飛行試験が行われた。飛行試験では、要求されていた性能には達せず、最大速度はマッハ1.9、しかもマッハ1を越えてからマッハ1.7まで加速するのに4分30秒以上もかかることが判明し、さらに上昇限度は目標値に遠く及ばず精々1万7370mがやっとという、とても防空戦闘機としては期待出来ない結果だった。この問題はエンジンが必要とする空気流入量が設計値よりも大き過ぎたためで、エアインテークのデザインを変えることで大きく改善された。それ以外には機体に大きな問題がなかったため、初期量産型と本格的な量産型の間の差異も少なく、理想的な「クック・クレイギー計画」の成功例となった。ただし、自動兵装管制装置 (AWCS) のMX1179の実用化が遅れ、1958年にMA-1として完成する。
1957年には複座型F-106Bが発注され、1958年4月9日に初飛行した。並列座席を採用した結果、水平飛行で音速を突破できなかったTF-102Aを反面教師として、燃料タンクの一部をつぶして後部座席を確保した。結果、航続距離が短い以外は性能的に単座型F-106Aと変わりなく、TF-102Aで果たせなかった練習機と実用戦闘機との兼務を実現できた。
開発の遅れと価格高騰から、空軍は当初予定していた40個飛行隊に1,000機以上のF-106Aを配備する計画を断念した。それと共に当時、空軍がF-106Aと並行開発していたF-101B ブードゥーによって代替できるのではないかという議論が持ち上がった。アメリカ空軍防空軍団はF-106AとF-101Bはそれぞれ特徴が異なり、互いに補完し合うものであるとの理論武装を固めF-106のキャンセルを防いだが、こうした議論の中でF-106の調達機数は大きく削減され、最終的にF-106Aが277機とF-106Bが63機となった。

## 機体
F-102と同様に無尾翼デルタ翼型式を採っている。主翼には翼端失速を防ぐため前縁にコニカル・キャンバーが付けられ、後縁はエレボンとなっており、昇降舵とエルロンを兼ねた働きをする。胴体は最初からエリアルールが採用され、エアインテークも主翼付け根前縁部付近まで下げて設置したことによって、より洗練されたスタイルとなった。機体尾部では整流フェアリングを撤去したことで、垂直尾翼は全高を大きくすることなく面積を増せるため、翼端をカットした後退翼に変更されている。
機首部にはMA-1AWCSを搭載しているが、MA-1AWCSは当時としては複雑なシステムで、真空管を使用することもあって重く、実用化後も改修が実施されている。MA-1AWCSは、半自動地上管制迎撃システム (SAGE) と完全にデータリンクし、F-106の自動操縦システムと組み合わせて追跡コースまたは見越し衝突コースでの自動迎撃が可能となっている。
要撃機としての目的に特化して開発された機体であるが、低翼面荷重かつ高推力重量比（同じエンジンを搭載するF-105戦闘爆撃機より翼面積は2倍近く大きく、かつ重量は若干軽い）で、格闘能力も意外に高い（本来は要撃機として開発された訳ではないF-101とは、全く逆の結果になった）。高価で生産数が少ない機体ゆえに制空戦闘機として実戦投入される機会は無かったが、後述の通り仮想敵機として訓練に用いられる事もあり、F-15登場以前のアメリカ空軍で最高の空戦能力を持った戦闘機と評するパイロットも多かった。
派生型として、練習機を兼ねる複座型のF-106Bが生産された。複座型が練習機と実戦機を兼ねることはF-102でも試みられたが、サイド・バイ・サイド（並列複座）型式のため操縦席が横に広がり、空気抵抗が増して音速を超えられず、純粋な練習機TF-102Aとなった。F-106Bはそれを反面教師とし、燃料タンクを潰して後部座席を設けるタンデム形式とした。搭載可能燃料が減少し航続距離が短くなったが、それ以外の性能は単座型とほぼ同一である。

## 装備

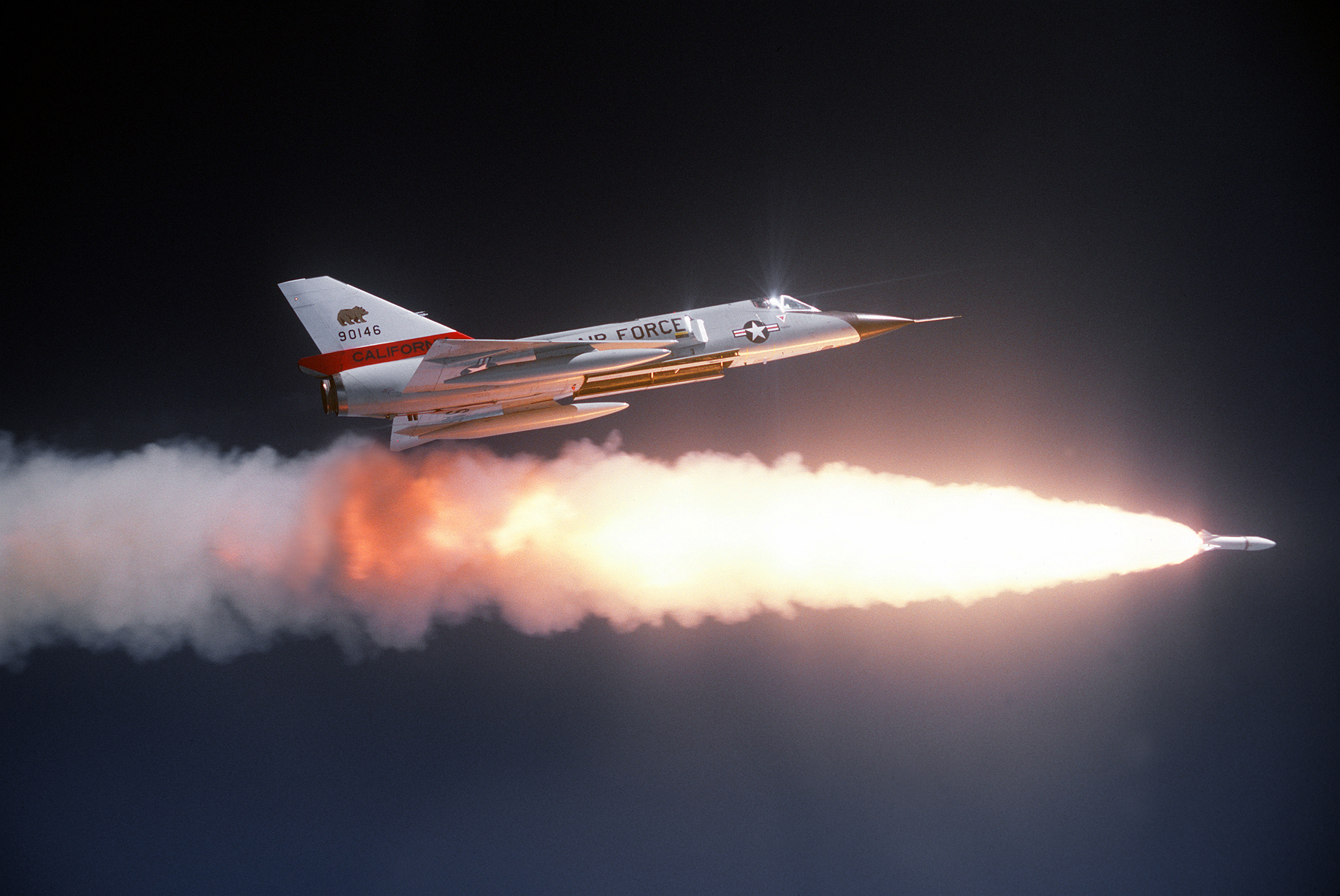
ジニー空対空ロケット弾を発射するF-106A

F-106にはハードポイントが両主翼下それぞれ1箇所と胴体下部5箇所の計7箇所ある。F-102と同様に固定機銃は搭載せず、AIM-4E/F/G スーパーファルコン空対空ミサイル、AIR-2A ジニー空対空核弾頭ロケット弾を機内弾薬庫（ウェポンベイ）に搭載する。1969年のシックスシューター計画において、AIR-2Aと置換する形で胴体下部フェアリングにM61バルカン砲の搭載が可能となったが、ごく一部の機体が装備するにとどまった。また、F-102に装備されていた2.75インチ空対空ロケットの発射装置（弾薬庫扉兼用）はF-106では廃止されている。

## 運用
F-106Aは1959年6月に最初の実戦部隊であるゲイガー空軍基地の第498戦闘迎撃飛行隊に配備され、同年10月31日からアラート任務に就いた。1959年末までに3個飛行隊がF-106Aへ機種転換を行い、1960年には9個飛行隊が機種転換を実施して最終的に21個飛行隊がF-106Aを運用することになった。
ただ、F-106は開発の遅延を取り戻すべく未完成の部分を多数残したまま急ピッチで部隊配備が進められたため、運用中に様々な問題が噴出した。防空軍団では初期量産型を最新の量産型の水準に合わせるためには130箇所の機体改修が必要として、1960年9月に第1期改修計画の「ワイルドグース計画」を実施した。これに続き、ほとんど間を置かずに「ブロード・ジャンプ計画」が行われ、赤外線捜索追跡装置 (IRST) の追加装備などが行われた。ブロード・ジャンプ計画では1機あたりの改修に60日も掛かり、全機の改修完了は1963年初めとなったが、その間の1961年8月から1962年4月までに射出座席の換装や核爆発の閃光や熱線からパイロットを保護するサーマルフラッシュ・フードの追加、燃料系統の改良などを行う、「ダートボード計画」も同時進行で行われた。F-106への改修はこれ以外にもMA-1AWCSの改良や戦術航法装置 (TACAN) の更新、空中受油装置の追加、超音速型増槽の運用能力付与などが行われた。
防空軍団ではさらに、複雑なシステムを簡素化させる「兵站簡素化整備性向上 (SLIM) 計画」を推進したが、1968年にロッキード社がF-106の後継機として提案したYF-12への対抗案としてコンベア社が提示していたF-106の発展案F-106Xに興味を示し、F-106X計画へ乗り換えた。F-106X計画では、エンジンを換装して2次元型エアインテークに変更するなど機体設計を変更、またレーダーを新型に換装しAIM-47空対空ミサイルの携行能力を付与するというものだったが、予算削減に伴ってYF-12とともにキャンセルされた。これによりSLIM計画が復活し、1969年に「必要最小限システム信頼性向上 (MAISR) 計画」としてレーダーや自動操縦システムの改良が図られた。
F-106は防空軍団 (ADC) の主力戦闘機として、アメリカ合衆国本土、アラスカ、アイスランド、カナダに配備され、北極超えで飛来するソビエトの爆撃機に備えていた。また西ドイツ（当時）と韓国にも短期間配備されていたが、時代の推移に伴ってソ連空軍爆撃機によるアメリカ本土攻撃の脅威が低減していくにつれ、アメリカ空軍の要撃戦闘機運用にも変化が生じ、1979年6月に防空軍団が解体されF-106は戦術航空軍団と空軍州兵に移管された。また、F-106やF-101が能力的に陳腐化していった後も、後継機となる本格的な防空要撃戦闘機が開発されることはなかった。
戦術航空軍団のF-106は、グリフィス空軍基地の第49戦闘迎撃飛行隊が1987年7月に閉隊されたのを期に実戦部隊から退役した。後継機としては既に戦術航空軍団に配備されていたF-15戦闘機が、そのまま要撃任務にも用いられる事となった。空軍州兵ではニュージャージー空軍州兵の第119迎撃飛行隊が1988年8月まで運用されていたのを最後に全機が退役した。後継機はF-16戦闘機に、レーダー誘導ミサイル（AIM-7 スパローとAIM-120 AMRAAM）の運用能力を付加したF-16ADF（既存機の改修）である。退役した機体は無人標的機QF-106に改修され、1998年1月まで使用されていた。
F-106が実戦で米本土を防衛することはなかったが、MiG-21に特性が似ていたため、ベトナム戦争に派遣されていた F-4の仮想敵機として訓練に参加した。F-106の加速力と低翼面荷重による高空での高い運動性能はF-4パイロットを手こずらせたといわれる。

## 派生型
- F-102B：F-106Aの最初の名称

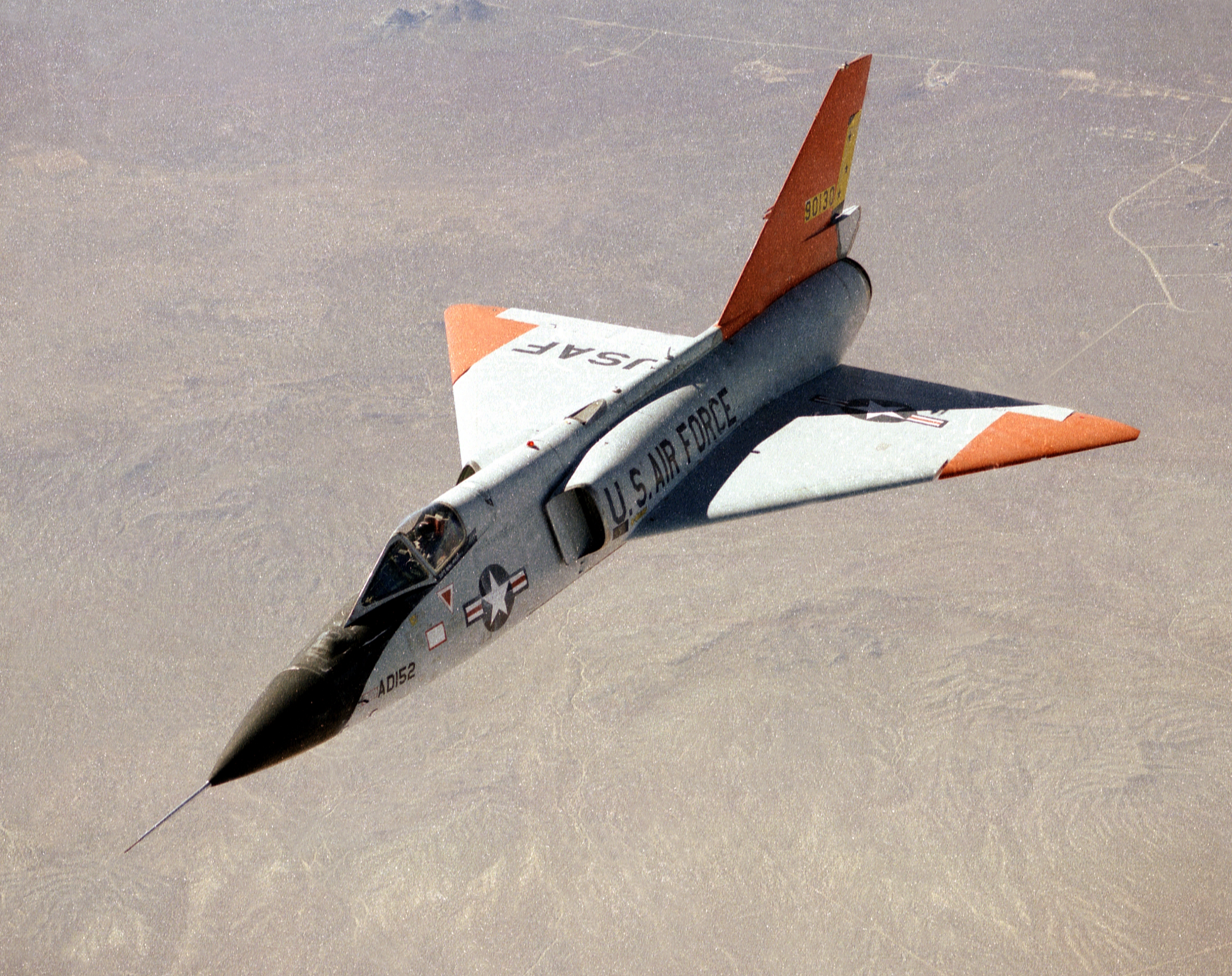
QF-106

- F-106A：単座全天候要撃機。277機生産。
- F-106B：訓練機を兼務する複座型。当初F-109の名称を提案した。63機生産。
- NF-106B：臨時試験用F-106B。2機。
- F-106C：計画のみ
- F-106D：計画のみ
- F-106E：計画のみ
- F-106F：計画のみ
- F-106X：計画のみ
- QF-106：エクリプス・プログラム使用機（NASA）

## 仕様
諸元
- 乗員: 1[2]
- 全長: 21.56 m[1] （70 ft 9 in[2]）
- 全高: 6.18 m[1] （20 ft 3 in）
- 翼幅: 11.67 m[1]（38 ft 3 in）
- 翼面積: 64.83 m2[1] （661.5 ft2）
- 空虚重量: 11,077 kg （24,420 lb）
- 運用時重量: 15,670 kg （34,510 lb）
- 最大離陸重量: 18,975 kg[1] （41,833 lb）
- 動力: プラット・アンド・ホイットニー J75-P-17[1] アフターバーナー付ターボジェット、109 kN （24,500 lbf）  × 1

性能
- 最大速度: 2,393 km/h[1] （1,326 kt）
- フェリー飛行時航続距離: 4,260 km （2,300 nm）
- 航続距離: 2,910 km（増槽使用時）[1] （1,600 nm）
- 実用上昇限度: 17,374 m （57,000 ft）
- 上昇率: 147 m/s （29,000 ft/min）
- 翼面荷重: 255 kg/m2 （52 lb/ft2）
- 推力重量比: 0.71

武装
- 固定武装； M61 バルカン 20mm ガトリング砲 × 1
- ミサイル； 
  - AIM-4F スーパーファルコン × 2 セミアクティブ・レーダー誘導空対空ミサイル
  - AIM-4G スーパーファルコン × 2 赤外線誘導空対空ミサイル
  - AIR-2A ジニー 空対空核ロケット弾 × 1

## 登場作品

### 映画
『大怪獣ガメラ』
アメリカ空軍機が登場。北極海上空で国籍不明機の編隊を発見し追跡するが、攻撃されたため反撃して1機を撃墜。ガメラが目覚める原因となる。
ミニチュアによる撮影で、実機と比べて垂直尾翼や空気取り入れ口の形状が異なる。

### 漫画
『That's!イズミコ』
「The Big Apples」にめりけん国空軍所属機として登場。ニューヨークへ赴くイズミコたちが乗る「くぢらまる」を目撃しており、パイロットが管制から「未確認飛行物体の申請をするか？」と問われた際、「いやだーー／認めたくない／未確認じゃない！／クジラと／ロールスロイスが／飛んでるんだ！！」（「／」はふきだし内での改行）と現実逃避をする。
『三つ目がとおる』
「グリーブの秘密編」にCAL第25空挺師団基地所属機として登場。基地上空に飛来した核爆弾と見られる未確認飛行物体の迎撃に向かうが、圧倒的な運動性の差によって攻撃できずに終わる。

### 小説
『アロウヘッド』
岡本好古の短編小説。ベトナムのグエン空軍基地に所属する、マッハ3への到達を目指してF-106Bにエンジン換装などの改造を施したテスト機「アロウヘッド」が登場。MiG-17と交戦した後に超音速上昇テストに挑み、マッハ4.4に達するも飛行不能に陥り未帰還となる。
『田んぼでエルフ拾った。道にスライム現れた』
幕霧映のライトノベル。エリミネーターが、図書館で得た知識をもとに自身の能力で再現した本機を使用する。原作にあたるWeb連載版では当初、本機の愛称を「デルタゲート」と誤っていたが、書籍化と後の登場に際して本来の「デルタダート」に修正された。
『ほしからきたもの。』
笹本祐一のSF小説。第2巻に第353戦闘航空団所属機が登場。2機がウォーカー空軍基地へと赴く国連宇宙軍のC-46を監視を兼ねてエスコートする。
『見知らぬ明日』
防空軍団所属機が登場。アラスカ上空を編隊でパトロール中に円盤群と接触し交戦するが、円盤の攻撃によって全機がコントロールを失い、数機が撃墜されている。